# トゥ・ザ・ワンダー
『トゥ・ザ・ワンダー』（To the Wonder）は、テレンス・マリック監督、オルガ・キュリレンコ、ベン・アフレック主演の2012年公開のアメリカの映画。モン・サン・ミシェルで出会った男女の恋愛を描いた恋愛ドラマ映画。第69回ヴェネツィア国際映画祭コンペティション部門で上映された。

## ストーリー
フランス西海岸のノルマンディー地方。作家志望のニールは、故郷アメリカを離れてフランスへ渡り、モン・サン・ミシェルの美しい海岸でマリーナと出会い恋に落ちる。またマリーナの娘タチアナも、ニールを実の父のように慕うようになる。
2年後、3人はアメリカへ渡りオクラホマの小さな町バードルズルで暮らしていた。作家への夢を諦めたニールは、環境保護の調査官として働き、マリーナ、タチアナとの関係も良好で、3人は穏やかで幸せな生活を送っていた。
しかし、永遠に続くと思われた幸福な時間は、長続きはしなかった。友達が出来ないタチアナは、フランスへ帰りたいと言い出す。やがてマリーナとの擦れ違いが増え、タチアナからも"父親気取り"を嫌がられるようになると、ニールの気持ちは冷めてゆく。
悩んだマリーナは町の教会でクインターナ神父に相談するが、ビザの期限が切れるため娘を連れてフランスへ帰ることにする。
マリーナの帰国後、ニールは幼なじみのジェーンと関係を深めてゆく。一方フランスでは、タチアナが離婚した夫の下へ行ってしまい、マリーナは一人での生活に耐え切れなくなる。そしてマリーナが再びアメリカへ戻ると、ニールは責任感からマリーナと結婚する。マリーナとの結婚を機にジェーンは去って行く。
やがてマリーナはニールを愛し過ぎるあまり、ニールの自分に対する愛を信用できなくなり、行きずりの男と関係を持ったあげく妊娠してしまう。このことを知ったニールは激怒し、そして愛とは何か？深く考え始める。
一方、クインターナも同様に、神はどこにいるのか？ と深く悩むようになり、二人の男はそれぞれの選択をすることになる。

## キャスト
- ニール - ベン・アフレック
- マリーナ - オルガ・キュリレンコ
- ジェーン - レイチェル・マクアダムス
- クインターナ神父 - ハビエル・バルデム
- タチアナ - タチアナ・シラン
- アンナ - ロミーナ・モンデロ
- 大工 - チャールズ・ベイカー
- ボブ - マーシャル・ベル

## スタッフ
『ニュー・ワールド』『ツリー・オブ・ライフ』などのマリック監督作品に携わってきた、エマニュエル・ルベツキはじめ多くのスタッフが本作でも製作に加わった。
- 監督・脚本：テレンス・マリック
- 製作：ニコラス・ゴンダ、サラ・グリーン
- 製作総指揮：グレン・バスナー、ジェイソン・クリークスフェルト、ジョセフ・クリークスフェルト
- 音楽：ハナン・タウンゼンド
- 撮影：エマニュエル・ルベツキ
- 編集：A・J・エドワーズ、キース・フレイズ、シェーン・ハゼン、クリストファー・ロルダン、マーク・ヨシカワ
- 美術：ジャック・フィスク
- 衣装デザイン：ジャクリーン・ウェスト

## 製作
2010年2月に告知され、クリスチャン・ベール出演が予定されたが、最終的にベールは降板し、ベン・アフレックに代わることとなった。映画はタイトル未決定のまま製作が開始され、スタッフからは『Project D』と呼ばれた。撮影は主にオクラホマ州のバートルズヒルとパフスカで行われ、2010年9月より開始された。2011年初頭にはバートルズビルとフランスのパリで追加撮影が行われた。マリックと彼のスタッフは実験的なアプローチを採用した。役者は脚本やライトを使用せずに作業を説明した。エマニュエル・ルベツキは本作を「抽象的」だと述べ、より少ない演劇の規則に縛られ、マリック監督の以前の作品よりも、純粋に映画のようなものとしてそれを説明した。
ジェシカ・チャステイン、レイチェル・ワイズ、アマンダ・ピート、バリー・ペッパー、マイケル・シーンの出演箇所は最終的にカットされた。

## 公開
MPAAにより映画のタイトルは『To the Wonder』であると明かされた。ワールド・プレミアは2012年9月2日に第69回ヴェネツィア国際映画祭コンペティション部門で行われ、さらに第37回トロント国際映画祭でも上映された。
アメリカ合衆国では2013年4月12日に劇場公開された。

## 評価

### 批評家の反応
Rotten Tomatoesでは121件のレビューで支持率は41%となった。
『シカゴ・サンタイムズ』のロジャー・イーバートは4ツ星満点で3ツ星半を与えた。2013年4月4日に亡くなったイーバートにとっては最後のレビューであり、2日後の4月6日に公開された。

### 受賞とノミネート
| 映画祭・賞                   | 部門     | 対象                   | 結果       |
| ---------------------------- | -------- | ---------------------- | ---------- |
| ヴェネツィア国際映画祭       | 金獅子賞 | テレンス・マリック     | ノミネート |
| サンディエゴ映画批評家協会賞 | 撮影賞   | エマニュエル・ルベツキ | 受賞       |